# Lycianthes dejecta
Lycianthes dejecta är en potatisväxtart som först beskrevs av Merritt Lyndon Fernald, och fick sitt nu gällande namn av Friedrich August Georg Bitter. Lycianthes dejecta ingår i Himmelsögonsläktet som ingår i familjen potatisväxter. Inga underarter finns listade i Catalogue of Life.